# Петропавлово (Кушнаренковський район)
Петропа́влово (рос. Петропавлово, башк. Петропавлов) — село у складі Кушнаренковського району Башкортостану, Росія. Входить до складу Старокамишлинської сільської ради.
Населення — 43 особи (2010; 68 у 2002).
Національний склад:
- росіяни — 93 %